# 34398 Terryschmidt
34398 Terryschmidt este un asteroid din centura principală de asteroizi.

## Descriere
34398 Terryschmidt este un asteroid din centura principală de asteroizi. A fost descoperit pe 9 septembrie 2000 la Palmer Divide de Brian D. Warner. Asteroidul prezintă o orbită caracterizată de o semiaxă mare de 2,71 ua, o excentricitate de 0,08 și o înclinație de 4,3° în raport cu ecliptica.